# Defenestracja wrocławska
Defenestracja wrocławska – nazwa zajść i zamieszek we Wrocławiu, które miały miejsce w dniach 18–22 lipca 1418. 
Wyraz defenestracja oznacza wyrzucenie przez okno. Do historii przeszły przede wszystkim te akty, które dotyczyły wyrzucenia lub wyskoczenia, zwykle nagłego, przez okno znienawidzonych notabli sprawujących władzę. Zamieszki wrocławskie były efektem napięć społeczno-politycznych, których przyczyny jawią się jako na tyle skomplikowane, że zagadnienie ich genezy można rozpatrywać w kilku kontekstach. Można doszukiwać się ich podobieństw m.in. do defenestracji praskich. Zarówno pierwszej z 1419, jak i drugiej późniejszej o dwa stulecia. Podobnie jak druga defenestracja praska była wstępem do wojny trzydziestoletniej, tak defenestracja wrocławska była wstępem do wojen husyckich.

## Aspekt społeczny
Za panowania dynastii Luksemburczyków gotycki Wrocław przeżywał okres swego największego rozkwitu. Był drugim po Pradze pod względem wielkości miastem potężnej Korony Królestwa Czech i ukochanym miastem cesarza Karola Luksemburczyka. Miasto to stanowiło centrum sztuki gotyckiej promieniującej na cały Śląsk, której odzwierciedleniem są gotyckie kościoły w Strzegomiu, Świdnicy, Środzie Śląskiej, Ziębicach i Nysie, zamki i obwarowania w Oławie, Grodźcu i Paczkowie.
Na łonie rozrastającego się liczebnie stanu mieszczańskiego rysował się ostry konflikt pomiędzy najbogatszą warstwą miejską – patrycjatem a warstwami średniego i ubogiego mieszczaństwa, czyli plebsem. Władzę w mieście sprawowała wąska elita kilku rodów patrycjuszowskich – byli to Borgowie, Dompnigowie oraz Rehdigerowie. Najwyższa władza we Wrocławiu należała do rady miejskiej na czele z burmistrzem. Władza sądownicza należała do ławników, którzy w liczbie od ośmiu do dwunastu zasiadali w radzie oraz do wójta urzędującego w ratuszu. Najbogatsze rody patrycjuszowskie opanowały radę miejską oraz wedle własnego uznania obsadzały urząd burmistrza. Z biegiem czasu patrycjusze obsadzili swoimi przedstawicielami także urzędy ławników. Urzędnikiem, który miał bronić interesów średniego i uboższego mieszczaństwa wobec potęgi patrycjuszy był wójt. Rody patrycjuszowskie starały się więc wyeliminować kolejnych wójtów z udziału w rządzeniu miastem, aż wreszcie urząd wójta został przez patrycjuszowską radę miejską wykupiony. W ten sposób średnie i ubogie mieszczaństwo straciło jedynego reprezentanta własnych interesów w systemie władzy. Średnie mieszczaństwo było wówczas zorganizowane w cechy rzemieślnicze z mistrzami cechowymi na czele. Pomiędzy cechami rzemieślniczymi a patrycjuszowską radą miejską rosła wzajemna wrogość.
W początkach XV stulecia napięcie społeczne w mieście znacznie spotęgowało się na skutek wzrostu nakładanych przez patrycjuszy na cechy rzemieślnicze podatków oraz niejasności egzekwowanych przez radę przepisów prawnych. W wyniku obsadzania urzędów miejskich (rajców, burmistrzów, ławników) przez wąską grupę patrycjuszy nastąpił ogólny upadek prawa i porządku. W roku 1406 udało się patrycjuszom stłumić w zarodku próbę buntu cechów. Jednakże w dniu 18 lipca 1418 roku grupa rzemieślników, głównie rzeźników i sukienników, pod wodzą bednarza Jakoba Kreuzberga uderzyła na ratusz miejski i wtargnęła do środka budynku siejąc tam spustoszenie. Do rzeszy buntowników dołączyły cechy bednarzy, piwowarów i szewców. Zbuntowani rzemieślnicy cechowi zabili burmistrza Nikolausa Freibergera oraz ławników bądź rajców – Hannsa Sachsena, Johanna Stillego, Heinricha Schiedena, Nikolausa Faustlinga i Nikolausa Neumarkta. Stojący na czele zbuntowanych szewców Georg Rathburg zrzucił z wieży na piki uniesione przez zbuntowany plebs miejski, zgromadzony na Rynku Rybnym, swego kuzyna Johanna Megerlina.
Burmistrza i rajców ścięto mieczem ceremonialnym, ofiarowanym miastu przez Karola Luksemburczyka, co niezmiernie musiało dotknąć cesarza. Po pięciu dniach zamieszek i chaosu przywrócono w mieście porządek ponieważ wystraszeni patrycjusze rozwiązali starą radę miejską i wybrali nową z udziałem przedstawicieli cechów miejskich, co na pewien czas uspokoiło wzburzonych rzemieślników. Zwycięstwo cechów było jednak pozorne, gdyż patrycjusze wciąż mocno dzierżyli stery władzy nad miastem.

## Aspekt narodowościowo-etniczny
Bunt cechów nie nabrałby we Wrocławiu tak żywiołowego charakteru, gdyby nie miał poparcia plebsu – najniższej warstwy społecznej miasta. W roku 1403 liczył Wrocław 17 tysięcy mieszkańców.
Pomiędzy ludnością polską a napływową i bogatszą niemiecką od początku rządów czeskich narastało napięcie. W roku 1327, kiedy miasto zerwało więzy łączące je z Koroną Polską, zabroniono używania języka polskiego w procesach sądowych o długi i w procesach o spadek majątkowy. Dwa lata po przejęciu rządów w mieście przez czeskiego starostę (1337 rok) wyjęto Wrocław spod sądów prawa polskiego, co skazało ludność polską, nie orientującą się w prawie niemieckim, na stopniową marginalizację. Dodatkowo zaognił stosunki etniczne w mieście spór toczony w latach 1337–1341 pomiędzy biskupem Nankerem – reprezentującym metropolię gnieźnieńską i interesy polskie, a królem czeskim Janem Luksemburczykiem, wspieranym przez niemieckie mieszczaństwo. Chodziło w nim o poddanie biskupa władzy cesarza, na co Nanker przystać nie mógł, gdyż taki uszczerbek prerogatyw biskupich, uznanie wyższości władzy cesarskiej nad biskupią, uderzałby w interesy i kościoła, i Polski.
Niemieccy mieszczanie zmusili Nankera do opuszczenia Wrocławia, jednak biskup ze swoich praw, nadanych przez Piastów, nie zrezygnował. Polscy mieszkańcy miasta stanowili w nim jednak zbyt małą siłę, by zaważyć na losach toczącej się w latach 1345–1348 wojny o Śląsk pomiędzy Kazimierzem Wielkim, parokrotnie oblegającym wrocławskie mury, a Janem i Karolem Luksemburczykami. Nie byli polscy wrocławianie w stanie zdobyć w obleganej stolicy Śląska przewagi nad niemieckim mieszczaństwem i otworzyć przed wojskami polskimi miejskich bram.
Złagodzenie waśni etnicznych w mieście przyniósł dopiero wrocławski zjazd Kazimierza Wielkiego z Karolem Luksemburczykiem w roku 1351. Obaj władcy ustalili, że biskupstwo wrocławskie pozostanie podległe Gnieznu, natomiast Śląsk pozostanie w składzie Czech. Mediatorem pomiędzy Polską a Czechami był biskup wrocławski Przecław z Pogorzeli – zwolennik politycznej władzy Czech nad Śląskiem i kościelnej władzy Gniezna nad biskupstwem wrocławskim. Na znak uspokojenia nastrojów i konfliktów ufundowano wówczas we Wrocławiu kościół św. Doroty.
Na przełomie XIV i XV wieku polska ludność miejska była jednak coraz bardziej marginalizowana i konflikty etniczne wciąż tliły się, by wreszcie dać o sobie znać. Zamieszki z roku 1418 wzięły swój początek we wrocławskim kościele św. Klemensa, który służył do zgromadzeń ludności polskiej. Tam zebrali się cechowi buntownicy i stamtąd ruszyli na ratusz miejski. Plebs polski gromadnie wsparł cechy w walce z niemieckim patrycjatem, poważnie przyczynił się do zachwiania władzy patrycjuszów we Wrocławiu, jednak nie poprawiło to jego statusu w obrębie ustroju miejskiego. Społeczność polska nadal topniała, marginalizowała się. O jej ekonomicznej słabości może świadczyć fakt, iż w roku 1462 musiano powołać specjalny fundusz, aby utrzymać polskich kaznodziejów, kościoły i duchowieństwo, co świadczy o finansowej upadłości polskich instytucji kościelnych we Wrocławiu.

## Aspekt ogólnopolityczny
Wrocławski bunt miejski z 1418 roku był jedną z iskier, od której zapłonęła cała Korona Czeska. Już w lipcu 1419 roku doszło do zamieszek na tle narodowościowym i buntu społecznego w Pradze (również określanych jako defenestracja). Wkrótce miał się rozpocząć okres wojen husyckich. Jak w soczewce skupiły się w opisanych powyżej zamieszkach wrocławskich oba aspekty wojen husyckich – aspekt narodowościowy, czyli opór czeski (czy może szerzej słowiański) przeciwko stopniowej germanizacji oraz aspekt społeczny, a więc walka przeciwko uprzywilejowanym stanom społeczeństwa feudalnego takim jak hierarchia kościelna, patrycjusze, książęta feudalni.
Znaczenie wrocławskiej defenestracji dla zainicjowania przewlekłej „husyckiej rewolty” dostrzegał nawet król (późniejszy cesarz rzymski) Zygmunt Luksemburczyk, nakazując w roku 1420 ścięcie we Wrocławiu dla wzbudzenia tam postrachu – Jana Krásy – husyckiego burmistrza Pragi, który rok po buncie wrocławskim (1419) powiódł do powstania przeciw Luksemburczykom oraz Niemcom ludność czeskiej stolicy.

## Epilog
W roku 1420 do Wrocławia przybył król rzymski, węgierski oraz dziedzic tronu czeskiego Zygmunt Luksemburski (praska koronacja miała miejsce dopiero latem 1420 r.) i przystąpił do pospiesznego karania przywódców oraz prowodyrów buntu z roku 1418. późniejszy cesarz oskarżał ich o nielojalność wobec władcy i władzy.
Na ścięcie skazano trzydzieści osób. Drugie tyle zostało dożywotnio wygnanych z Wrocławia.
Zachowana lista skazanych, zawarta w cesarskim dekrecie z 26 marca 1420 roku, wymieniała nazwiska i profesje skazańców:
Johann Schultheiss – rzeźnik, Kaspar Münchof – oberżysta, Nikolaus Kastner, Hackenteufel – hydraulik, Francis Döring, Nikolaus Kolkamer, Nikolaus Seder – murarz, Arnold – oracz, Czerwony Jorge – szlifierz, Heckler – syn malarza, Egrer – murarz, Burkhard – igielnik, Heinrich Steynmüller, Nikolaus Schönbrücke – garbarz, Feyngenest, Esscher, Brumhoz, Teufel – chłopak krawca, Johann – tkacz, Jörge. Pojawiają się w owym spisie osoby, których nazwiska bądź imiona zdradzają polskie (ewentualnie czeskie) lub częściowo polskie korzenie skazanych: Bartosz Wigandsdorff, Jan Donin, Peter Bursnicz, Nicolas Stelczner – furman, Johann Polan, Pawel – rzeźnik, Polkewicz – rzeźnik, Jan – chłopak szlifierza, Mikołaj Polan, Bartosz – murarz. Na wygnanie skazano m.in. osoby o następujących nazwiskach: Stewbel – winiarz, Taschner – garbarz, Mönch – czeladnik, Quittenberg – tkacz, Mertin – płatnerz, Thomas – rękawicznik, Johann Muhlheim – kuśnierz, Frankenstein – słodownik, a z polsko brzmiących nazwisk bądź imion: Wojciech – oberżysta, Hugwicz – kołodziej.
Król, obawiając się powstania miejskiego plebsu nakazywał zatarasować wszystkie ulice miejskie prowadzące na miejsce kaźni na Rynku Owocowym. Odcięte głowy skazańców posmarowano smołą, zagotowano we wrzątku i zatknięte na piki eksponowano na murach miasta. Zdekapitowane ciała pochowano w bezimiennych mogiłach na cmentarzu św. Elżbiety.